# Philipsbecher

Querschnitt eines Philipsbechers

Perspektivische Ansicht eines Philipsbechers

Ein Philipsbecher ist ein einfaches Glasgerät für verschiedene Zwecke in (naturwissenschaftlichen) Laboratorien. Man versteht darunter ein nach oben konisch verengtes Becherglas, das einen gebördelten Rand und in der Regel einen Ausguss hat. Die Form des Philips-Bechers liegt also zwischen Becherglas und Erlenmeyerkolben.
Der Philipsbecher wird vor allem für viskose Flüssigkeiten verwendet.

## Unterschiedliche Schreibweisen des Namens
In der Literatur aus dem 19. Jahrhundert wird das Laborgerät – unter Bezug auf ein noch älteres Lehrbuch von Faraday – so geschrieben: „Phillips-Becher“. In neueren Publikationen findet man die Schreibweise „Philipps-Becher“. Ein aktuelles Chemielexikon nennt das Laborgerät hingegen „Philipsbecher“.